# Peter Wright (ballerino)
Sir Peter Wright (Londra, 25 novembre 1926) è un ex ballerino, coreografo, direttore artistico e maestro di balletto britannico.
Ha lavorato come coreografo e come direttore artistico del Birmingham Royal Ballet, una compagnia di balletto classico con sede a Birmingham, nel Regno Unito. Al suo ritiro dalla società nel 1995, gli è stato conferito il titolo onorifico di Direttore Laureato della Società.

## Biografia
Da bambino, Wright ha studiato alla Leighton Park School e poi è alla Bedales School. All'età di 16 anni, sua madre lo portò a una rappresentazione dell'International Ballet di Les Sylphides ed è stata questa esperienza che lo ha portato a perseguire la danza come carriera. Suo padre era un contabile e, essendo un quacchero molto devoto, non approvava che il suo unico figlio volesse intraprendere una carriera come ballerino. Ciò portò Wright a lasciare sia la casa che la scuola all'età di 17 anni.
Dopo aver lasciato casa, Wright fece un provino per Ninette de Valois, per entrare a far parte di quella che ora è la Royal Ballet School, ma fu respinto. Successivamente ha deciso di accettare un'offerta del coreografo tedesco Kurt Jooss per diventare apprendista con la sua compagnia "Ballets Jooss". Si forma con la compagnia per due anni, ballando in molte opere di danza espressionista e moderna. Deciso a perfezionarsi come ballerino classico, Wright tornò a Londra per studiare con Vera Volkova, una delle principali insegnanti del metodo Vaganova. Successivamente, fece un altro provino per Ninette de Valois, che gli ha offerto un contratto per ballare con il Sadler's Wells Theatre Ballet.
Nel 1955, de Valois diede a Wright la sua prima opportunità come direttore di una compagnia, rendendolo responsabile della formazione del Sadler's Wells Opera Ballet, una compagnia di ballerini che avrebbe eseguito le danze nelle opere della compagnia 'Sadler's Wells Opera'. Più tardi, nel 1957, ricevette la sua prima commissione come coreografo, creando il balletto A Blue Rose per il Sadler's Wells Theatre Ballet. Nel 1959, Wright fu nominato insegnante alla Royal Ballet School.
Nel 1961, Wright prese una decisione fondamentale per la carriera quando accettò di lavorare per John Cranko, ex ballerino e coreografo del Sadler's Wells Ballet. Cranko si era trasferito in Germania, dove aveva fondato il Balletto di Stoccarda, che si era rapidamente affermata come una compagnia di balletto di primissimo ordine. Wright si unì alla compagnia come maestro di balletto, insegnante e coreografo, e creò diversi lavori per la compagnia, tra cui The Mirror Walkers, Namouna, Designs for Dancers, The Great Peacock e Quintet. Fu anche durante la sua permanenza a Stoccarda che avrebbe diretto il suo primo grande successo, un allestimento di Giselle che lo avrebbe portato a diventare famoso a livello internazionale come raffinato interprete del principale repertorio classico.
La produzione di Wright di Giselle è stata successivamente messa in scena dal Royal Ballet, dal Birmingham Royal Ballet e da quasi tutte le compagnie di balletto internazionali. Divenne particolarmente noto per le sue interpretazioni dei balletti classici di maggior successo, ricreando le coreografie per allestimenti de La bella addormentata, Coppelia, Il lago dei cigni e Lo schiaccianoci che ancora oggi rientrano nel repertorio delle più importanti compagnie al mondo.
Nel 1969, Wright è tornato al Royal Ballet come membro dello staff artistico, in seguito è stato promosso alla carica di direttore associato, lavorando in collaborazione con Sir Kenneth MacMillan, il direttore artistico e coreografo residente della compagnia. Wright lavorò a stretto contatto con Macmillan per diversi anni fino al 1977, quando fu nominato direttore artistico del 'Sadler's Wells Royal Ballet', che all'epoca era il nome del Birmingham Royal Ballet.
Fu Wright a guidare la compagnia quando si trasferì a Birmingham nel 1990 e fu adottato l'attuale nome di Birmingham Royal Ballet. Wright è stato direttore artistico della compagnia fino al suo ritiro anticipato nel 1995, causato dal sopraggiungere della miastenia gravis, e David Bintley gli è subentrato alla guida del Birmingham Royal Ballet.
È stato sposato con la ballerina Sonia Wright dal 1954 alla morte della donna nel 2007 e la coppia ha avuto due figli.